# 우타르프라데시주
우타르프라데시주(힌디어: उत्तर प्रदेश, 우르두어: اتر پردیش, 영어: Uttar Pradesh, UP)는 인도 북부에 위치한 주이다. 갠지스강 상·중류 유역에 위치하며 인도에서 네 번째로 넓은 면적을 갖고 있다. 주명은 북쪽 나라라는 의미를 지닌다. 인구는 215,609,813명(2015)으로 각 주 가운데서 가장 많으며, 인구 밀도는 각 주 가운데서 비하르 주, 서벵골 주에 이어서 세 번째로 높다. 또한 세계 여러 나라의 행정 구역 중에서 인구가 가장 많은 행정 구역이기도 하다. 주민은 75%가 농업에 종사하며 서부에서는 밀, 동부에서는 쌀이 주로 생산된다. 이 밖에 농산물로는 수수와 콩류가 있다.

## 지리
총 면적이 243,290평방 킬로미터(93,935평방 마일)인 우타르프라데시주는 인도에서 4번째로 큰 국토 면적을 갖고 있으며 크기는 영국과 거의 같다. 인도의 북쪽 분출구에 위치하고 있으며 네팔과 국제 국경을 공유한다. 히말라야는 북쪽으로 주와 접해 있지만 주의 대부분을 덮고 있는 평원은 높은 산과는 확연히 다르다. 더 큰 갠지스 평원 지역은 북쪽에 있다. 더 작은 빈디아산맥과 고원 지역이 남쪽에 있다. 단단한 암석 지층과 언덕, 평야, 계곡, 고원의 다양한 지형이 특징이다. 바브바르(Bhabhar) 지역은 키가 큰 코끼리 풀과 습지와 늪이 산재한 울창한 숲으로 덮인 테라이 지역에 자리를 제공한다. 바브바르의 느린 강물은 이 지역에서 더 깊어지고, 그 흐름은 얽힌 두꺼운 덤불 덩어리를 통과한다. 테라이는 얇은 띠 모양으로 바브바르와 평행하게 이어져 있다. 전체 충적 평야는 세 개의 하위 지역으로 나뉜다. 14개 지구로 구성된 동부 지역 중 첫 번째 지역으로, 주기적인 홍수와 가뭄에 취약하고 부족 지역으로 분류되었다. 이 지역은 인구 밀도가 가장 높아 1인당 토지가 가장 낮다. 나머지 두 지역인 중부와 서부는 관개 시스템이 잘 발달되어 있어 상대적으로 더 좋다. 이들은 침수 등으로 어려움을 겪고 있으며 게다가 이 지역은 상당히 건조하다. 이 주에는 32개 이상의 크고 작은 강이 있다. 그 중 갠지스강, 야무나강, 사라스바티강, 사라유강, 베트와강, 가가라강은 더 크고 힌두교에서 종교적으로 중요하다.
이 주에서는 재배가 집중적이다. 우타르프라데시주는 3개의 농업 기후 지역에 속한다. (Middle Gangetic Plains 지역(Zone–IV), Upper Gangetic Plains 지역(Zone–V) 및 Central Plateau 및 Hills 지역(Zone–VIII)) 계곡 지역은 비옥하고 비옥한 토양을 가지고 있다. 계단식 언덕 경사면에 집중 재배가 이루어지고 있으나 관개 시설이 부족하다. 히말라야 남쪽 산기슭을 형성하는 시왈릭 산맥(Siwalik Range)은 '바브바르(bhabhar)'라고 불리는 바위층으로 경사져 있다. 이 주 전체 길이를 따라 이어지는 과도기 벨트를 테라이(terai) 및 바브바르(bhabhar) 지역이라고 한다. 이곳에는 울창한 숲이 있고, 장마철이면 거센 급류로 불어나는 셀 수 없이 많은 시냇물이 가로지른다.

### 기후
우타르프라데시주는 습한 아열대 기후를 갖고 있으며 사계절을 경험한다. 1월과 2월의 겨울, 3월과 5월 사이의 여름, 6월과 9월 사이의 몬순 시즌이 이어진다. 여름은 루(Loo)라고 불리는 건조하고 뜨거운 바람과 함께 주 일부 지역의 온도가 0~50°C(32~122°F) 사이에서 변동하는 극단적인 현상이다. 갠게스 평야는 반건조지에서 저습지까지 다양하다. 연평균 강수량은 주의 남서쪽 지역이 650mm(26인치)이고 주의 동부 및 남동쪽 부분이 1,000mm(39인치)이다. 주로 여름 현상인 인도 몬순의 벵골만 지류는 주 대부분의 지역에서 비가 내리는 주요 원인이다. 여름 이후 이곳에 대부분의 비를 몰고오는 것은 남서 몬순이며, 겨울에는 서부 교란으로 인한 비와 북동 몬순도 주의 전체 강수량에 소량을 기여한다.
| Uttar Pradesh의 기후     | Uttar Pradesh의 기후 | Uttar Pradesh의 기후 | Uttar Pradesh의 기후 | Uttar Pradesh의 기후 | Uttar Pradesh의 기후 | Uttar Pradesh의 기후 | Uttar Pradesh의 기후 | Uttar Pradesh의 기후 | Uttar Pradesh의 기후 | Uttar Pradesh의 기후 | Uttar Pradesh의 기후 | Uttar Pradesh의 기후 | Uttar Pradesh의 기후 |
| 월                       | 1월                  | 2월                  | 3월                  | 4월                  | 5월                  | 6월                  | 7월                  | 8월                  | 9월                  | 10월                 | 11월                 | 12월                 | 연간                 |
| ------------------------ | -------------------- | -------------------- | -------------------- | -------------------- | -------------------- | -------------------- | -------------------- | -------------------- | -------------------- | -------------------- | -------------------- | -------------------- | -------------------- |
| 일평균 최고 기온 °C (°F) | 29.9 (85.8)          | 31.9 (89.4)          | 35.4 (95.7)          | 37.7 (99.9)          | 36.9 (98.4)          | 31.7 (89.1)          | 28.4 (83.1)          | 27.4 (81.3)          | 29.4 (84.9)          | 31.4 (88.5)          | 30.1 (86.2)          | 28.9 (84.0)          | 31.6 (88.9)          |
| 일평균 최저 기온 °C (°F) | 11.0 (51.8)          | 12.1 (53.8)          | 15.8 (60.4)          | 19.9 (67.8)          | 22.4 (72.3)          | 22.9 (73.2)          | 22.2 (72.0)          | 21.6 (70.9)          | 20.8 (69.4)          | 18.5 (65.3)          | 14.4 (57.9)          | 11.5 (52.7)          | 17.8 (64.0)          |
| 평균 강수량 mm (인치)    | 0 (0)                | 3 (0.1)              | 2 (0.1)              | 11 (0.4)             | 40 (1.6)             | 138 (5.4)            | 163 (6.4)            | 129 (5.1)            | 155 (6.1)            | 68 (2.7)             | 28 (1.1)             | 4 (0.2)              | 741 (29.2)           |
| 평균 강수일수            | 0.1                  | 0.3                  | 0.3                  | 1.1                  | 3.3                  | 10.9                 | 17.0                 | 16.2                 | 10.9                 | 5.0                  | 2.4                  | 0.3                  | 67.8                 |
| 평균 월간 일조시간       | 291.4                | 282.8                | 300.7                | 303.0                | 316.2                | 186.0                | 120.9                | 111.6                | 177.0                | 248.44               | 270.0                | 288.3                | 2,896.34             |
| 출처:                    |                      |                      |                      |                      |                      |                      |                      |                      |                      |                      |                      |                      |                      |

## 같이 보기
- 아요디아
  - 허황옥(수로왕의 왕비)